# Fuerza ódica

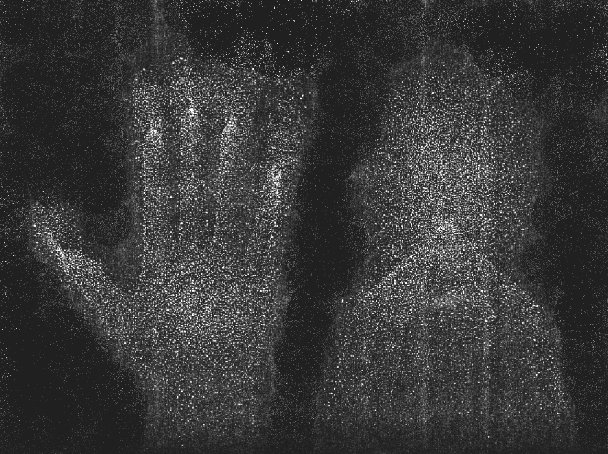
Así aparecería, según Reichenbach, la fuerza ódica en la oscuridad sobre una mano y sobre un cristal, ante el ojo del psíquico

La Fuerza ódica, también llamada Fuerza odílica o Fuerza od, es el nombre dado a una fuerza o energía vital hipotética planteada por el alemán wilhelm von Reichenbach a mediados del siglo XIX. Von Reichenbach acuñó este término en 1845, que proviene del  Dios Odín, de la mitología nórdica.

## Historia
Mientras von Reichenbach investigaba la manera en que varias sustancias podían afectar al sistema nervioso humano, concibió la existencia de una nueva fuerza ligada con la electricidad, el magnetismo y el calor, una que podía ser irradiada por la mayoría de las sustancias y que influía sobre varias personas de acuerdo a su sensibilidad, y nombró a esta fuerza vital, Fuerza ódica.  Esta fuerza, proponen sus partidarios, impregna a todas las plantas, animales y personas.
Sus creyentes aseguran que la Fuerza ódica es visible en la total oscuridad, como un aura colorida que rodea a los seres vivos, los cristales y los magnetos, pero que para lograr verla hay que permanecer primero unas cuantas horas en total oscuridad y solo las personas realmente sensibles son capaces de verla.  También afirman que esta fuerza es similar a los conceptos orientales del prana hindú y del qi proveniente de las artes marciales orientales, con la diferencia que la Fuerza ódica no está asociada con la respiración, sino más bien con los campos electromagnéticos biológicos.
El Barón von Reichenbach no ligó la Fuerza ódica con otra teorías vitalistas, sino que expuso detalladamente el concepto de esta en un artículo del tamaño de un libro, llamado Investigaciones de magnetismo, electricidad, calor y luz en su relación con las fuerzas vitales, que apareció en la edición especial del respetado diario científico Annalen der Chemie und Physik. Él dijo que: 

1) La fuerza ódica tenía un flujo positivo y negativo, y un lado oscuro y otro luminoso;

2) Los individuos podían emanarla enérgicamente, particularmente de las manos, la boca y la frente; y
3) La fuerza ódica tiene muchas posibles aplicaciones.
La Fuerza ódica  fue usada para explicar el fenómeno del hipnotismo. En el Reino Unido de Gran Bretaña e Irlanda, este nuevo enfoque sobre la hipnosis causó un estímulo que luego motivó a la traducción al inglés de las investigaciones de Reichenbach, por parte de un profesor de química de la Universidad de Edimburgo. Estas investigaciones trataron de mostrar que mucho del fenómeno ódico era de la misma naturaleza que aquellos descritos anteriormente por Franz Mesmer e incluso antes por Swedenborg.
Los científicos franceses Hippolyte Baraduc y Albert de Rochas fueron influenciados por esta creencia sobre una Fuerza ódica.

## Bases científicas
Von Reichenbach esperó ser capaz de probar científicamente la existencia de una fuerza o energía vital universal, sin embargo sus experimentos se basaron en percepciones reportadas por individuos que decían ser "sensibles", mientras que ni él mismo podía observar algo sobre dicho fenómeno. Estas personas "sensibles" debían trabajar en total oscuridad para ser capaces de observar el fenómeno.
Reichenbach, mediante la experimentación, concluyó que posiblemente un tercio de la población podía ver el fenómeno, pero mucho menos. El autor Sydney Billing afirmó haberlo visto a través de la experimentación, así como colegas que eran doctores médicos en Inglaterra. Las discusiones al respecto continúan hasta el día de hoy, con algunos que afirman poder verla de manera natural, incluso a la luz del sol, aunque la descripción del fenómeno parece correlacionarse con el cinema de prisioneros (un supuesto fenómeno por el que se ven luces multicolores luego de permanecer largo tiempo en la oscuridad), o con el  fenómeno entóptico del campo azul.
Los científicos de hoy han abandonado conceptos tales como el de la Fuerza ódica, que en la cultura popular de occidente es vista casi como otra forma de llamar al qi o al prana, refiriéndose a esta como una energía espiritual o fuerza vital asociada a los seres vivos. En Europa, la Fuerza ódica ha sido mencionada en libros sobre radiestesia, por ejemplo.

## Cultura popular
- 1920: El detective del libro de Sax Rohmer, The Dream Detective, duerme en las escenas del crimen y obtiene una imagen del los hechos a través de la fuerza ódica.
- 1932: El od es presentado como una fuerza ubicua en Comunicación con el espíritu mundial de Dios, de Johannes Greber.
- 1988: En el manga Berserk, de Kentaro Miura, la fuerza ódica es conocida como "od", y está presente como energía vital y mágica.
- 1998: Cerebus, en Libros de los dioses de Fred Saberhagen, fue creado a partir de fuerzas odílicas.
- 2004:' El od es usado en Fate/stay night como la energía mágica que los humanos pueden producir.
- 2008: El od es una fuerza o forma de energía que el profesor Reiji Takano, del videojuego Lux-Pain, investiga de la misma manera en que lo hizo Karl von Reichenbach.
- 2010: La versión ficticia y villanesca de Thomas Alva Edison, que aparece en los cómics de Atomic Robo,  está obsesionado con dominar la fuerza ódica (vía corriente continua) para conseguir el secreto de la inmortalidad.